# تازة كند صولتي
تازة كند صولتي (بالفارسية: تازه‌کند صولتی) هي مستوطنة تقع في قسم قوريتشاي الشرقي الريفي في إيران. يقدر عدد سكانها بـ 77 نسمة .